# شدمیوروگوف پیروشه
شدمیوروگوف پیروشه (به لهستانی:  Siedmiorogów Pierwszy) یک روستا در لهستان است که در گمینا بورک ویلکوپولسکی واقع شده‌است.